# Ellewoutsdijk
Ellewoutsdijk (en zélandais Ellesdiek) est un petit village de la commune de Borsele, dans la province néerlandaise de Zélande. Jusqu'au 1er janvier 1970, Ellewoutsdijk était une commune indépendante. Le village, avec ses 410 habitants (2008), est le plus petit de la commune.
Le village est situé sur l'Escaut occidental et se trouve au point le plus méridional de Zuid-Beveland, non loin de l'entrée septentrionale du tunnel de l'Escaut occidental. Le long de l'Escaut occidental se trouve un petit port de plaisance, un port d'échouage, à sec à marée basse. Au sud du village, en bas de la digue de mer, il y a un ancien fort datant de 1837. Ce fort a servi autrefois à la défense de l'Escaut et est actuellement la propriété de la Vereniging Natuurmonumenten (« Association néerlandaise pour la conservation des sites protégés »).
Deux petits manoirs caractérisent la physionomie du village : situés dans une sorte de parc, ils ont été bâtis par le seigneur d'Ellewoutsdijk sur le terrain d'une résidence de campagne détruite lors de la Seconde Guerre mondiale.
Sur les fondations de l'église paroissiale de style gothique tardif, on a bâti en 1950/51 une nouvelle église. Du fait de la taille modeste de la localité, on a regroupé la paroisse avec celle de Driewegen et l'église a été abandonnée. Mais depuis, elle est à nouveau utilisée lors de services œcuméniques et pour un grand nombre d'activités développées autour de la pratique du dialecte zélandais.

## Galerie

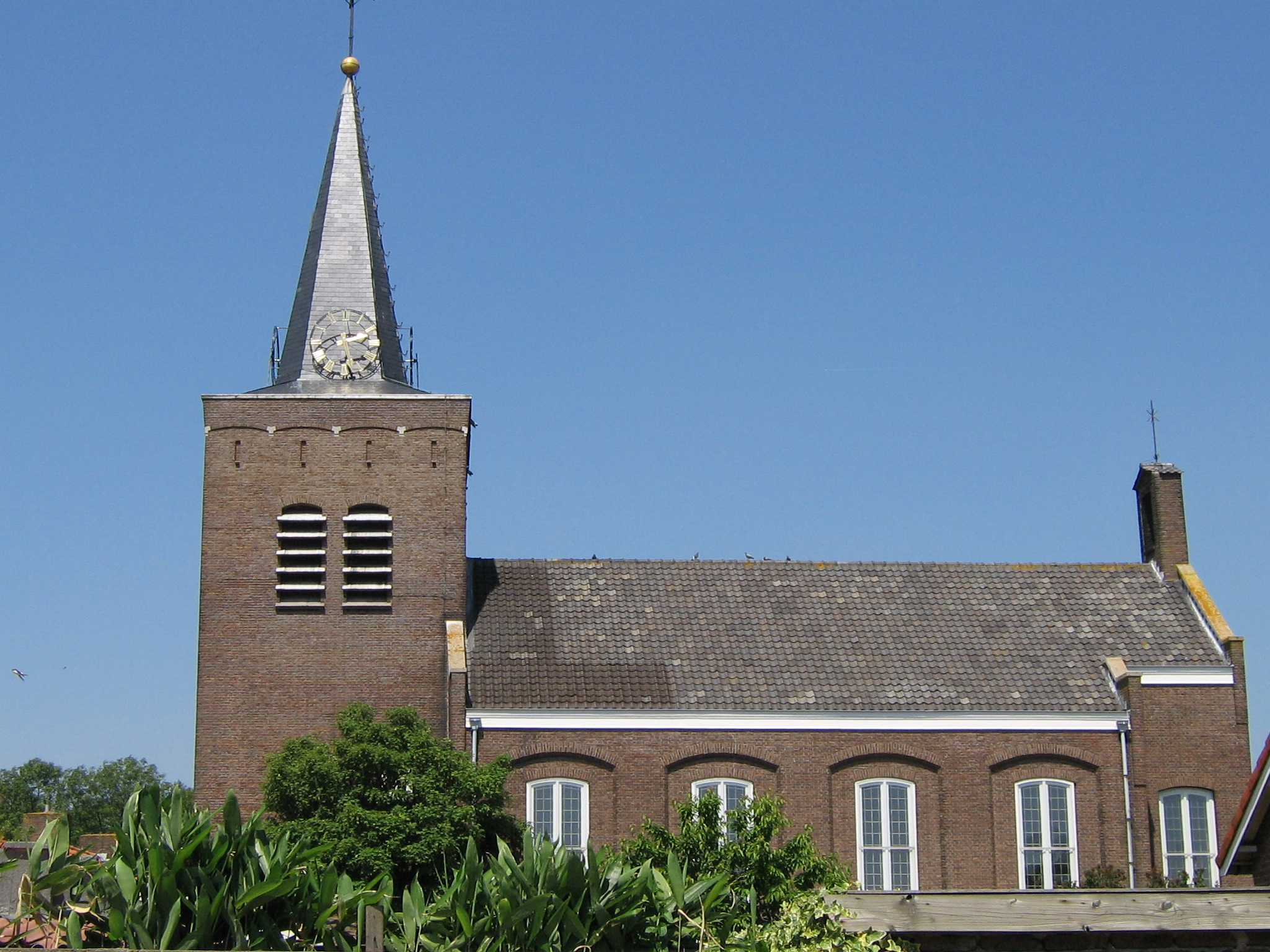
L'église d'Ellewoutsdijk.
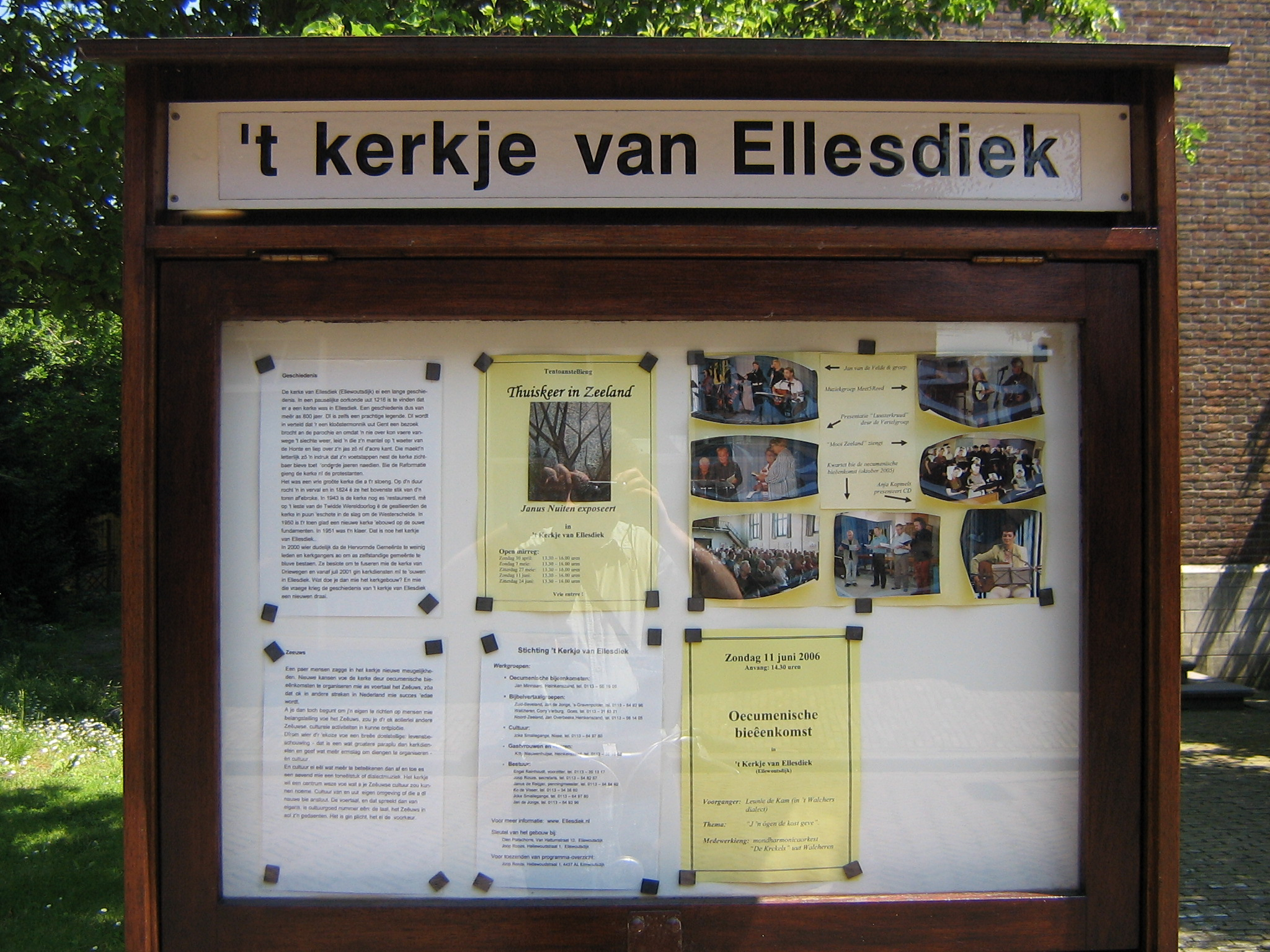
Annonces de la paroisse (en zélandais notamment).
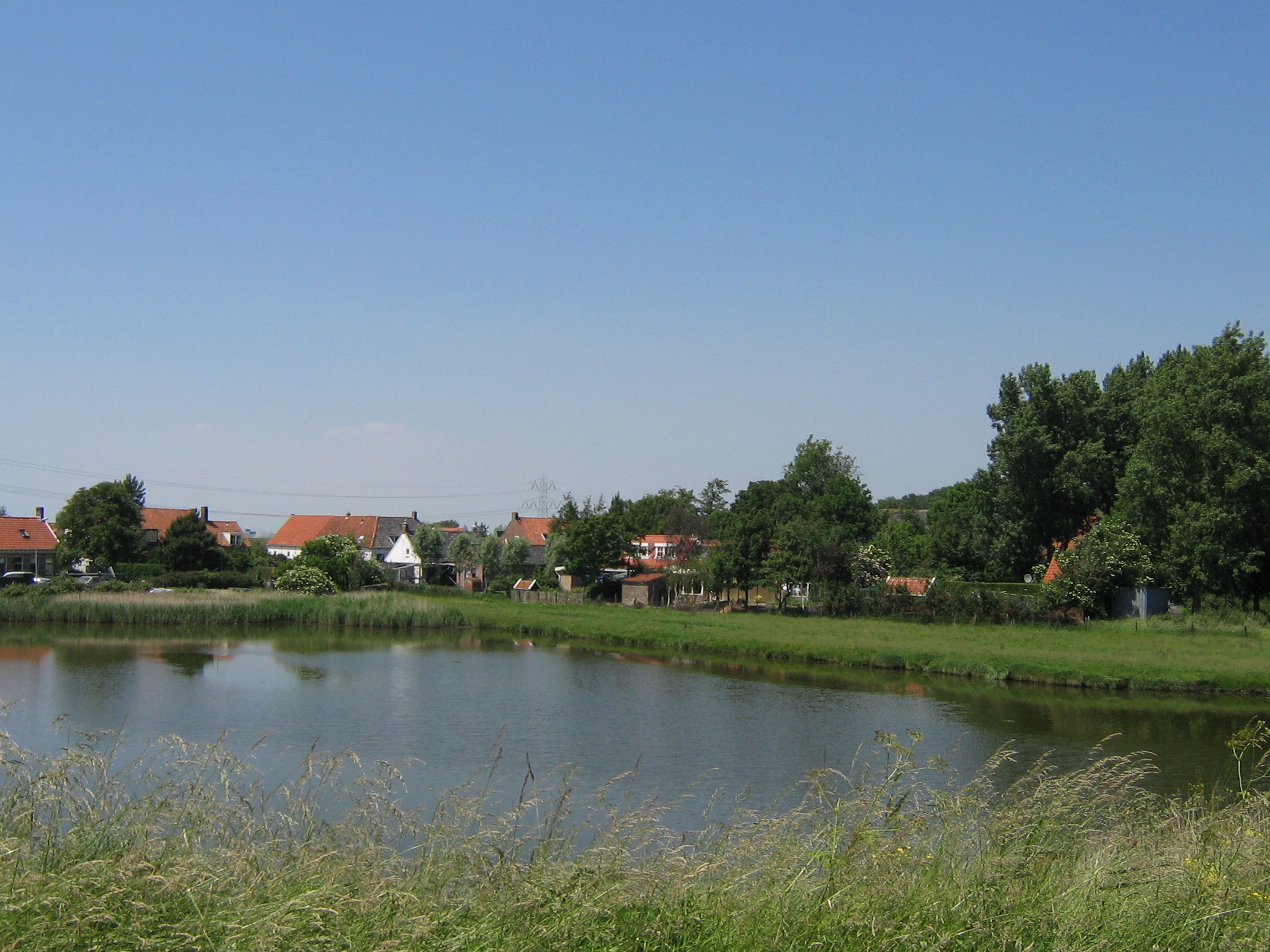
Le village.

## Source
- (nl) Cet article est partiellement ou en totalité issu de l’article de Wikipédia en néerlandais intitulé « Ellewoutsdijk » (voir la liste des auteurs).